# Emeopedus longicornis
Emeopedus longicornis là một loài bọ cánh cứng trong họ Cerambycidae.